# Trofeo Faip–Perrel
O Trofeo Faip–Perrel ou Challenger de Bergamo é uma competição de tênis masculino, realizado no complexo PalaNorda di Bergamo e Palazetto di Gorie, em piso duro, válido ATP Challenger Tour, desde 2006, em Bérgamo, Itália.

## Edições

### Simples

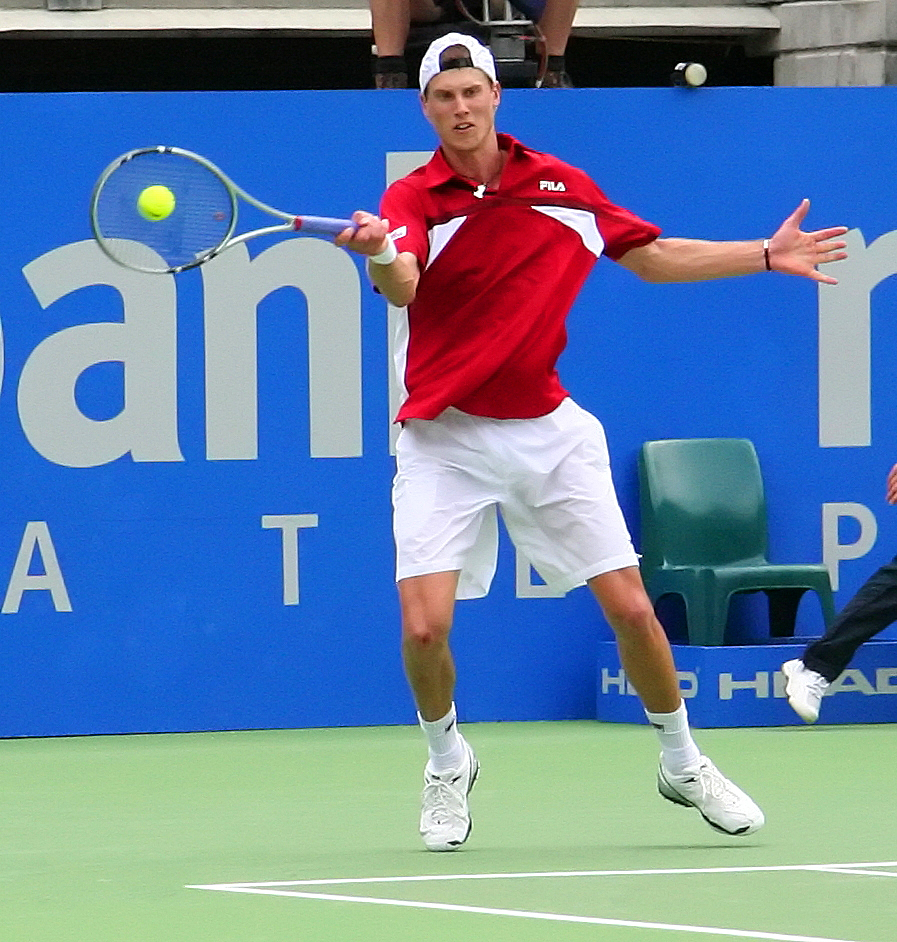
O campeão de 2008, Andreas Seppi, foi o primeiro italiano a ser campeão em simples, quando conquistou tanto em simples como em duplas (com Bolelli)

| Ano  | Campeão                           | Vice-Campeão                      | Placar                          |
| ---- | --------------------------------- | --------------------------------- | ------------------------------- |
| 2020 | Illya Marchenko vs. Enzo Couacaud | Illya Marchenko vs. Enzo Couacaud | cancelado devido ao coronavírus |
| 2019 | Jannik Sinner                     | Roberto Marcora                   | 6–3, 6–1                        |
| 2018 | Matteo Berrettini                 | Stefano Napolitano                | 6–2, 3–6, 6–2                   |
| 2017 | Jerzy Janowicz                    | Quentin Halys                     | 6–4, 6–4                        |
| 2016 | Pierre-Hugues Herbert             | Egor Gerasimov                    | 6–3, 7–6(7–5)                   |
| 2015 | Benoît Paire                      | Aleksandr Nedovyesov              | 6–3, 7–6(7–3)                   |
| 2014 | Simone Bolelli                    | Jan-Lennard Struff                | 7–6(8–6), 6–4                   |
| 2013 | Michał Przysiężny                 | Jan-Lennard Struff                | 4–6, 7–6(7–5), 7–6(7–5)         |
| 2012 | Björn Phau                        | Alexander Kudryavtsev             | 6–4, 6–4                        |
| 2011 | Andreas Seppi (2)                 | Gilles Müller                     | 3–6, 6–3, 6–4                   |
| 2010 | Karol Beck                        | Gilles Müller                     | 6–4, 6–4                        |
| 2009 | Lukáš Rosol                       | Benedikt Dorsch                   | 6–1, 4–6, 7–6(7-3)              |
| 2008 | Andreas Seppi                     | Julien Benneteau                  | 2–6, 6–2, 7–5                   |
| 2007 | Fabrice Santoro                   | Simone Bolelli                    | 6–2, 6–1                        |
| 2006 | Alex Bogdanovic                   | Simone Bolelli                    | 6–1, 3–0 retired                |

### Duplas
| Ano  | Campeões                             | Vice-Campeões                        | Placar                |
| ---- | ------------------------------------ | ------------------------------------ | --------------------- |
| 2020 | Zdeněk Kolář Julian Ocleppo          | Luca Margaroli Andrea Vavassori      | 6–4, 6–3              |
| 2019 | Laurynas Grigelis Zdeněk Kolář       | Tomislav Brkić Dustin Brown          | 7–5, 7–6(9–7)         |
| 2018 | Scott Clayton Jonny O'Mara           | Laurynas Grigelis Alessandro Motti   | 5–7, 6–3, [15–13]     |
| 2017 | Julian Knowle Adil Shamasdin         | Dino Marcan Tristan-Samuel Weissborn | 6–3, 6–3              |
| 2016 | Ken Skupski (3) Neal Skupski         | Nikola Mektić Antonio Šančić         | 6–3, 7–5              |
| 2015 | Martin Emmrich Andreas Siljeström    | Błażej Koniusz Mateusz Kowalczyk     | 6–4, 7–5              |
| 2014 | Karol Beck (3) Michal Mertiňák       | Konstantin Kravchuk Denys Molchanov  | 4–6, 7–5, [10–6]      |
| 2013 | Karol Beck (2) Andrej Martin         | Claudio Grassi Amir Weintraub        | 6–3, 3–6, [10–8]      |
| 2012 | Jamie Delgado Ken Skupski (2)        | Martin Fischer Philipp Oswald        | 7–5, 7–5              |
| 2011 | Frederik Nielsen Ken Skupski         | Michail Elgin Alexandre Kudryavtsev  | walkover              |
| 2010 | Jonathan Marray Jamie Murray         | Karol Beck Jiří Krkoška              | 1–6, 7–6(7-2), [10–8] |
| 2009 | Karol Beck Jaroslav Levinský         | Chris Haggard Pavel Vízner           | 7–6(8-6), 6–4         |
| 2008 | Simone Bolelli Andreas Seppi         | James Cerretani Igor Zelenay         | 6–3, 6–0              |
| 2007 | Jérôme Haehnel Jean-René Lisnard     | Kenneth Carlsen Frederik Nielsen     | 6–3, 2–6, [10–4]      |
| 2006 | Daniele Bracciali Giorgio Galimberti | Christopher Kas Philipp Petzschner   | 7–5, 0–6, [13–11]     |